# Benedenkerk
Benedenkerk is een buurtschap in de gemeente Krimpenerwaard in de Nederlandse provincie Zuid-Holland.
De naam is waarschijnlijk afgeleid van het feit dat de lintvormige buurtschap in de polder ten zuidwesten van de veel hoger gelegen kerk van Stolwijk gelegen is. Benedenkerk ligt namelijk ongeveer 1,5 meter onder NAP, terwijl deze kerk veel hoger ligt.
In het verlengde van Benedenkerk ligt in het zuidwesten de tevens lintvormige buurtschap Benedenheul. Beide zijn gelegen in de Polder Benedenkerk.
Iets ten noorden van Benedenkerk is het recreatiepark De Kooi gelegen.

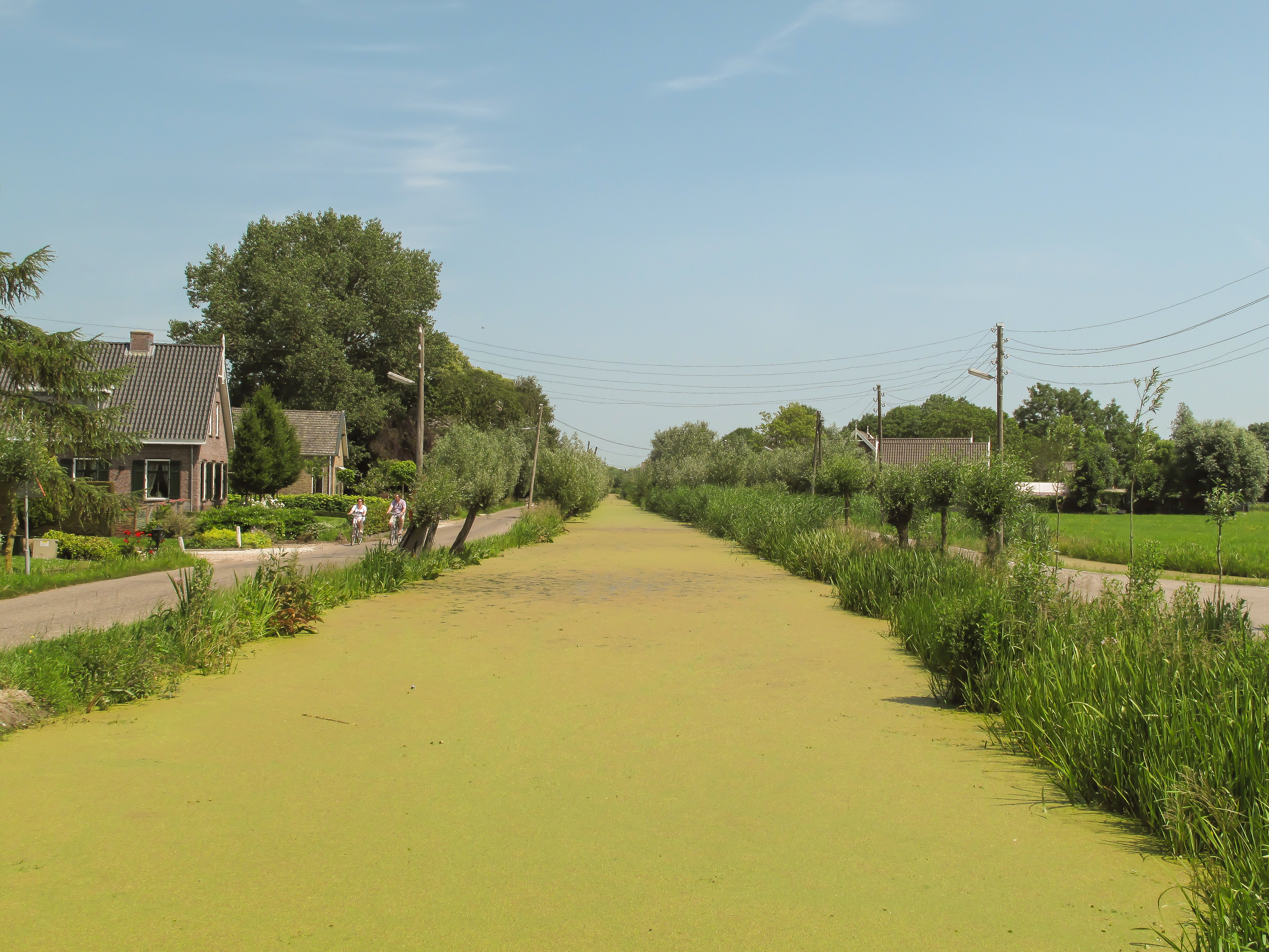
Benedenkerk, vliet in polderlandschap

## Geschiedenis
Tot en met 31 december 2014 was Benedenkerk onderdeel van de gemeente Vlist. Op 1 januari 2015 ging de plaats samen met de gemeente op in de fusiegemeente Krimpenerwaard.
Hoofdplaats: Stolwijk    
Steden: Haastrecht · Schoonhoven

Dorpen: Ammerstol · Bergambacht · Berkenwoude · Gouderak · Krimpen aan de Lek · Lekkerkerk · Ouderkerk aan den IJssel · Vlist · Willige Langerak

Buurtschappen: Achterbroek · 't Beijersche · Beneden-Haastrecht · Benedenheul · Benedenberg · Benedenkerk · Bilwijk · Bonrepas · Bergstoep · Bovenberg · Boven-Haastrecht · Bovenstad/Steenplaats · Goudseweg · De Hem · Hoogedijk · IJssellaan · Kadijk · Koolwijk · Lageweg · Opperduit · Oudeland · Rozendaal · Schoonouwen · Schuwacht · Stein · Tussenlanen · 't Zwaantje · Zuidbroek

Zuid-Holland: Steden en dorpen    Nederland: Provincies · Gemeenten